# Austrochloris
Austrochloris là một chi thực vật có hoa trong họ Hòa thảo (Poaceae).

## Loài
Chi Austrochloris gồm các loài: